# Газоперекачувальний агрегат

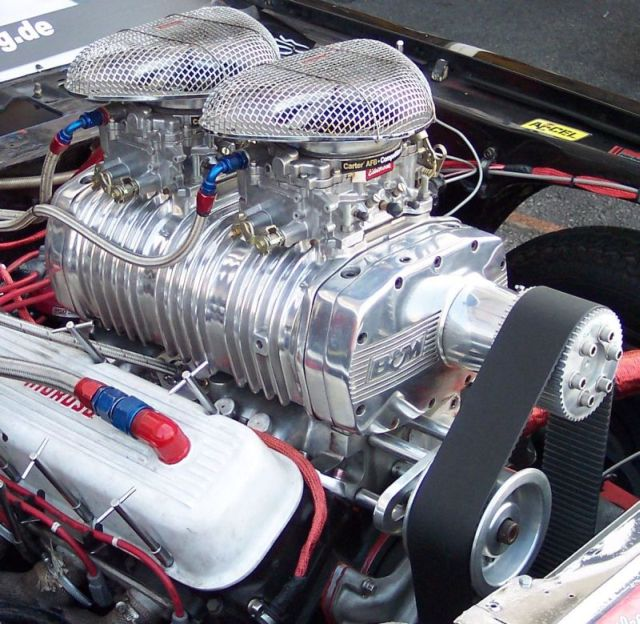
Газоперекачувальний агрегат.

Імітіція роботи аксіального компресора

Газоперекачувальний агрегат, Газоперепомпонувальний агрегат (ГПА), (рос.газоперекачивающий агрегат; англ. gas pumping plant, gas compressor unit; нім. Gasverdichteranlage f, Gaskompressor m, Gasverdichteraggregät n) — основне технологічне обладнання, яке забезпечує транспортування газу по магістральному газопроводу, компримування природного газу на компресорних станціях газопроводів і підземних сховищ.
ГПА складається з:
- нагнітача природного газу,
- привода нагнітача,
- всмоктувального і випускного пристроїв (у випадку газотурбінного привода),
- систем автоматики,
- маслосистеми,
- паливоповітряних та масляних комунікацій і
- допоміжного обладнання.

ГПА розрізняють: за типом нагнітачів — поршневі газомоторні компресори (газомотокомпресори) і ГПА з відцентровими нагнітачами; за типом привода — ГПА з газовим двигуном внутрішнього згоряння (газомоторні двигуни), з газотурбінним приводом, з електроприводом. ГПА з газотурбінним приводом, в свою чергу, підрозділяються на агрегати зі стаціонарним газотурбінним устаткуванням і з приводами від газотурбінних двигунів авіаційного і суднового типів.
П о р ш н е в і газомоторні компресори-ГПА підрозділяються на агрегати низького, середнього і високого тисків. Компресори низького тиску (0,3-2 МПа) використовуються головним чином на головних компресорних станціях при транспортуванні газу з виснажених родовищ і нафтового газу з промислів. Застосовують їх також на компресорних станціях для подавання низьконапірних штучних горючих газів. Компресори середнього тиску (2-5 МПа) працюють в основному на проміжних компресорних станціях для збільшення пропускної здатності газопроводів. Агрегати високого тиску (9,8-12 МПа) установлюють на компресорних станціях для закачування газу в підземні сховища К.к.д. сучасних газомотокомпресорів до 40 %.
Найпоширеніші агрегати потужністю 221-5510 кВт, за кордоном — 368-8100 кВт. ГПА з відцентровим нагнітачем широко застосовуються у нас і за кордоном на магістральних газопроводах як основні агрегати; їх також використовують як перший ступінь стиснення на підземних сховищах. Розрізняють відцентрові нагнітачі одноступінчасті (неповнонапірні) зі ступенем стиснення 1,23-1,25 і двоступінчасті (повнонапірні) — 1,45-1,7. Відцентрові нагнітачі характеризуються значно більшою, ніж поршневі компресори, продуктивністю (12-40 млн м³/доб.).
К.к.д. агрегатів з відцентровими нагнітачами до 29 %, з регенератором тепла до 35 %. Приводом ГПА служить газотурбінне устаткування або електродвигун. Потужність ГПА з газотурбінним приводом становить 6, 10, 16 і 25 тис. кВт. Газотурбінне устаткування авіаційного і суднового типів відрізняється (від стаціонарних) невеликими габаритами і масою, що дає змогу здійснювати їх остаточне складання на заводах-виготовлювачах і доставляти на компресорні станції в готовому вигляді. ГПА з приводом від устаткування авіаційного типу виконуються у блоково-контейнерному варіанті. Доставляється на компресорні станції з вмонтованими в них системами пожежогасіння і вибухобезпеки. Як електропривод в ГПА використовують асинхронні двигуни потужністю 4500 кВт і синхронні від 4000 до 12500 кВт. Найбільша ефективність використання ГПА з електроприводом досягається при розміщенні компресорних станцій не далі ніж 300 км від лінії електропередачі.